# 大坪镇 (务川仡佬族苗族自治县)
大坪镇是中国贵州省遵义市务川仡佬族苗族自治县下辖的一个镇。

## 行政区划
大坪镇下辖大坪村、丹砂村、龙潭村、官学村、甘禾村、黄洋村、三坑村。